# Вишнезаде
Вишнезаде (на турски: Vişnezade) е квартал в Истанбул, Турция. Вишне означава „вишна“ и кварталът е кръстен на Иззети Мехмет Ефенди (1629 – 1681), османски държавник с прякор Вишнезаде, за когото е известно, че отглежда вишни на мястото на този квартал.
Вишнезаде е на около 41°02′N 28°59′E и е най-южният квартал на район Бешикташ. Район Бейоулу е на югозапад, Синанпаша (център на Бешикташ) е на североизток, а Босфорът е на югоизток.
Две от най-важните структури са дворецът Долмабахче и джамията, която носи името на квартала.